# ナーレンズ・ノエル
ナーレンズ・ノエル（Nerlens Noel, 1994年4月11日 - ）は、アメリカ合衆国マサチューセッツ州モールデン出身のプロバスケットボール選手。ポジションはセンター。

## 経歴

### 学生時代
高校はマサチューセッツ州の地元の高校に通っていたが、2年生の時にニューハンプシャー州のティルトン高校に転校。そこで名を挙げ、オールアメリカン級の選手に成長した。大学はケンタッキー大学に入学。1年生から先発で活躍し、NBAスカウトからは､「ドラフトにエントリーすれば、間違いなく1位で指名されるだろう」という評価を受けていた。しかし、2013年2月のフロリダ大学戦で左膝の前十字靭帯を断裂する怪我を負ってしまい、NCAAシーズンの残り試合を全休。先行きに暗雲が垂れ込めた。

### フィラデルフィア・76ers
負傷を抱えながらも2013年のNBAドラフトにアーリーエントリーを表明した 。
しかし、少なくとも5位までには指名されるだろうと思われていた評価は、怪我の影響で急落してしまった。6位でニューオーリンズ・ペリカンズに指名され、直後にドリュー・ホリデーとのトレードで、交渉権がフィラデルフィア・セブンティシクサーズに移った。指名後のインタビューでは「自分の指名を見送ったチームに、代償を払わせてみせる」と意気込んだが、左膝の状態が思わしくなく、手術を決断しルーキーシーズンを全休することになった。
2014年のサマーリーグで実戦に復帰。2014-15シーズンからようやくノエルのNBA生活がスタートした。ルーキーシーズンは75試合の出場で、平均9.9得点8.1リバウンドを記録し、NBAオールルーキーチームのファーストチームに選出された。
2015-16シーズンも苦しいシーズン事情の中奮闘したノエルだったが、2016-17シーズンは再び左膝の負傷で出遅れ、更にジョエル・エンビードの台頭などで出場機会が減少した。

### ダラス・マーベリックス
2017年2月23日にトレードでダラス・マーベリックスへ移籍した。
移籍後は先発としての出場機会が増え、低迷するチームのインサイドを支えた。シーズン終了後にFAになったものの、マックス契約を要求するノエル側と、過去の負傷歴を懸念するマーベリックス側との間で、再契約交渉が難航。結局8月26日にクオリファイング・オファーを飲み、1年契約で再契約した。2018年4月3日、NBAはノエルが反薬物プログラムに違反したとして5試合の出場停止処分を課すと発表した。

### オクラホマシティ・サンダー
2018年7月2日にオクラホマシティ・サンダーとの2年346万ドルのミニマム契約を結んだ。

### ニューヨーク・ニックス
2020年11月23日にニューヨーク・ニックスと1年500万ドルで契約した。
2020-21シーズンオフにFAとなったが、2021年8月11日にニックスと3年3200万ドルで再契約した。

### デトロイト・ピストンズ
2022年7月11日にニコラ・ラディチェビッチの交渉権とドラフト2巡目指名権とのトレードで、アレック・バークスと2つのドラフト2巡目指名権、金銭と共にデトロイト・ピストンズへ移籍した。
2023年2月28日に解雇された。

### ブルックリン・ネッツ
2023年3月6日にブルックリン・ネッツと10日間契約を結んだ。

### サクラメント・キングス
2023年7月21日にサクラメント・キングスと契約した。

## 個人成績

### NBA

#### レギュラーシーズン
| シーズン | チーム | GP  | GS  | MPG  | FG%  | 3P%  | FT%  | RPG | APG | SPG | BPG | PPG  |
| -------- | ------ | --- | --- | ---- | ---- | ---- | ---- | --- | --- | --- | --- | ---- |
| 2014–15  | PHI    | 75  | 71  | 30.8 | .462 | ---  | .609 | 8.1 | 1.7 | 1.8 | 1.9 | 9.9  |
| 2015–16  | PHI    | 67  | 62  | 29.3 | .521 | .500 | .590 | 8.1 | 1.8 | 1.8 | 1.5 | 11.1 |
| 2016–17  | PHI    | 29  | 7   | 19.4 | .611 | .000 | .683 | 5.0 | 1.0 | .4  | .9  | 8.9  |
| 2016–17  | DAL    | 22  | 12  | 22.0 | .575 | ---  | .708 | 6.8 | .9  | 1.0 | 1.1 | 8.5  |
| 2017–18  | DAL    | 30  | 6   | 15.7 | .524 | .000 | .750 | 5.6 | .7  | 1.0 | .7  | 4.4  |
| 2018–19  | OKC    | 77  | 2   | 13.7 | .587 | ---  | .684 | 4.2 | .6  | .9  | 1.2 | 4.9  |
| 2019–20  | OKC    | 61  | 7   | 18.5 | .684 | .333 | .755 | 4.9 | .9  | 1.0 | 1.5 | 7.4  |
| 2020–21  | NYK    | 64  | 41  | 24.2 | .614 | .000 | .714 | 6.4 | .7  | 1.1 | 2.2 | 5.1  |
| 2021–22  | NYK    | 25  | 11  | 22.5 | .533 | .000 | .700 | 5.6 | .9  | 1.2 | 1.2 | 3.4  |
| 通算     | 通算   | 450 | 219 | 22.4 | .549 | .154 | .655 | 6.2 | 1.1 | 1.5 | 1.3 | 7.3  |

#### プレーオフ
| シーズン | チーム | GP | GS | MPG  | FG%  | 3P%  | FT%  | RPG | APG | SPG | BPG | PPG |  |
| -------- | ------ | -- | -- | ---- | ---- | ---- | ---- | --- | --- | --- | --- | --- |  |
| 2019     | OKC    | 5  | 0  | 12.0 | .600 | ---  | .000 | 3.8 | .0  | .4  | .6  | 4.8 |  |
| 2020     | OKC    | 7  | 0  | 13.9 | .471 | .000 | .500 | 4.1 | .4  | .3  | .7  | 3.0 |  |
| 2021     | NYK    | 5  | 2  | 18.4 | .500 | ---  | .813 | 4.0 | .2  | .8  | .6  | 4.0 |  |
| 通算     | 通算   | 17 | 2  | 14.6 | .532 | .000 | .643 | 4.0 | .2  | .5  | .6  | 4.0 |  |

### カレッジ
| シーズン | チーム       | GP | GS | MPG  | FG%  | 3P%  | FT%  | RPG | APG | SPG | BPG | PPG  |
| -------- | ------------ | -- | -- | ---- | ---- | ---- | ---- | --- | --- | --- | --- | ---- |
| 2012–13  | ケンタッキー | 24 | 24 | 31.9 | .590 | .000 | .529 | 9.5 | 1.6 | 2.1 | 4.4 | 10.5 |

## 人物
ケンタッキー大学の先輩のエリック・ブレッドソーとは親交が深く、左膝のリハビリをしていた時に色々と相談に乗ったという。
マイケル・カーター＝ウィリアムズとは同じマサチューセッツ州出身同士で、学生時代から面識があったという。